# Super Rugby 2015
Il Super Rugby 2015 fu la 20ª edizione del Super Rugby SANZAAR, torneo professionistico di rugby a 15 annuale tra squadre di club delle federazioni australiana, neozelandese e sudafricana.
Composto interamente di franchise, esso si è svolto tra febbraio e luglio 2015, quinta e ultima edizione del torneo con la partecipazione di 15 squadre; dall'edizione 2016, infatti, il campionato è stato aperto a 18 squadre, con un'aggiunta dal Sudafrica e due nuove formazioni, una dall'Argentina e un'altra dal Giappone.
Il regolamento per il 2015 prevedeva, come per le quattro edizioni precedenti, che alla fase a playoff accedessero la prima classificata di ogni conference nazionale e a seguire le altre tre squadre con il miglior punteggio complessivo; dopo uno spareggio tra le squadre con il seeding dal terzo al sesto, si sono svolte le semifinali e la finale in gara unica, tutte in casa della squadra con il miglior piazzamento nella stagione regolare.

## Squadre partecipanti e ambiti territoriali
| Paese         | Squadra       | Sede           | Area                                                                                                  |
| ------------- | ------------- | -------------- | --- |
| Australia     | Brumbies      | Canberra       | Territorio della Capitale Australiana più il New South Wales meridionale                              |
| Australia     | Rebels        | Melbourne      | Stato di Victoria                                                                                     |
| Australia     | Reds          | Brisbane       | Stato del Queensland                                                                                  |
| Australia     | Waratahs      | Sydney         | Stato del Nuovo Galles del Sud centrale e occidentale                                                 |
| Australia     | Western Force | Perth          | Stato dell'Australia Occidentale                                                                      |
| Nuova Zelanda | Blues         | Auckland       | Penisola di Northland e la regione di Auckland centrale e settentrionale                              |
| Nuova Zelanda | Chiefs        | Hamilton       | I distretti di Waikato, Tauranga, Rotorua e New Plymouth, oltre la parte meridionale di Auckland      |
| Nuova Zelanda | Crusaders     | Christchurch   | Le regioni di Canterbury, Tasman, Nelson, West Coast e Marlborough                                    |
| Nuova Zelanda | Highlanders   | Dunedin        | I distretti di Otago e Southland                                                                      |
| Nuova Zelanda | Hurricanes    | Wellington     | I distretti di Wellington, Palmerston North e Napier                                                  |
| Sudafrica     | Bulls         | Pretoria       | East Rand e la provincia del Limpopo                                                                  |
| Sudafrica     | Cheetahs      | Bloemfontein   | Free State e la provincia del Capo Settentrionale                                                     |
| Sudafrica     | Lions         | Johannesburg   | L'area metropolitana di Johannesburg, il Gauteng meridionale, Mpumalanga e la provincia del Nordovest |
| Sudafrica     | Sharks        | Durban         | KwaZulu-Natal                                                                                         |
| Sudafrica     | Stormers      | Città del Capo | L'area metropolitana di Città del Capo più i distretti di Cape Winelands, West Coast e Overberg       |

## Avvenimenti

### Regular season

#### Australia
In Australia i grandi favoriti per la vittoria della conference erano i Brumbies, storicamente la franchigia aussie di maggior successo, mentre i Waratahs campioni in carica erano anch'essi considerati capaci di lottare per il titolo. La Western Force era molto diversa dalla squadra protagonista di una discreta stagione l'anno precedente, e da essa non ci si aspettava molto, mentre i Reds erano ormai solo lontani parenti dell'ottima squadra di pochi anni prima. Infine i Rebels, profondamente rimaneggiati dopo una stagione disastrosa conclusa con l'ultimo posto, erano visti come la vera incognita del girone.
La prima parte della stagione fu dominata dai Brumbies, con la franchigia della capitale capace di distanziare tutte le concorrenti, a causa di alcuni rovesci iniziali dei Waratahs e di pessime prestazioni delle altre 3 squadre, in particolare di Western Force e Reds. I Waratahs apparvero come l'unica candidata a insidiare la vetta della classifica, con un distacco nella prima metà del campionato che andò progressivamente a ridursi, anche se in virtù dei risultati delle altre conferences la franchigia di Sydney restava al momento fuori dal discorso post-season.
Se infatti alla quinta giornata il distacco era di 10 punti alla decima era diventato di sole 3 lunghezze e due settimane dopo un solo punto divideva le due rivali.
Il cambio al vertice arrivò alla quindicesima giornata, con il turno di riposo di Canberra e la vittoria di Sydney per 32-22 contro i Crusaders. I campioni in carica quindi amministrarono il vantaggio fino alla fine della regular season, accedendo direttamente alla semifinale col seeding numero 2. Anche i Brumbies si qualificarono alla post-season, col seeding numero 6, concludendo con un solo punto in classifica generale davanti ai Crusaders di Christchurch, primi degli esclusi.
I Rebels furono protagonisti di un girone aperto comunque fino alla fine, ma dovettero presto rassegnarsi a un ruolo di terzo incomodo, mantenendo sempre un distacco considerevole dalla coppia in testa. Reds e Western Force furono infine protagonisti di una delle stagioni peggiori della loro storia, conclusa per la prima con soli 22 punti, per l'altra con 19 dopo aver collezionato dalla seconda alla dodicesima giornata 10 sconfitte consecutive.

#### Nuova Zelanda
Dall'altro lato del Mare di Tasman tutte le franchigie con l'unica eccezione dei Blues di Auckland erano considerate possibili contendenti per il titolo e per la qualificazione alle finali.
I Crusaders vice-campioni dell'anno precedente e orfani di Dan Carter e Richie McCaw presentavano una squadra complessivamente indebolita rispetto al 2014, mentre erano in ascesa Highlanders e Hurricanes, con i Chiefs che dopo l'uscita nel round preliminare della post-season dello scorso campionato volevano portare a casa il terzo titolo in quattro anni.
Le prime giornate videro un testa a testa nei piani alti della graduatoria tra Hurricanes e Chiefs, con gli Highlanders terzi con un piccolo margine di vantaggio sui Crusaders, sconfitti in molte partite chiave. I Blues furono molto presto separati da un distacco abissale nei confronti degli altri teams, vivendo un'annata già finita prima della metà della stagione conclusa con il penultimo posto in classifica generale, uno dei risultati peggiori della storia della franchigia di Auckland.
Gli Hurricanes rimasero in vetta sia alla classifica della conference che a quella generale per tutto l'anno, qualificandosi col seeding numero 1 e vincendo 14 match su 16, ambendo dunque alla vittoria del loro primo titolo, avendo il diritto a giocare tutte le gare della fase a eliminazione diretta in casa.
Dietro di loro la lotta per una wild card fu molto aspra e combattuta soprattutto tra Highlanders e Chiefs, coi Crusaders sempre in corsa ma tenuti a debita distanza. I Chiefs furono davanti ai futuri campioni per gran parte della regular season, ma il loro vantaggio si azzerò a metà maggio e furono scalzati al secondo posto la settimana successiva. Le posizioni in classifica non cambiarono più, e sia Dunedin che Hamilton si qualificarono alla post-season coi seeding 4 e 5, al contrario dei Crusaders molto discontinui e che non riuscirono ad agganciare i Brumbies al sesto posto in classifica generale per un solo punto, terminando due punti dietro ai Chiefs e pagando carissimo la sconfitta di Sydney alla quindicesima giornata.

#### Sudafrica
In Sudafrica, dopo un 2014 disastroso, che vide una sola rappresentante del paese alle finali, non c'era una squadra favorita e tutte le formazioni (a parte i Cheetahs reduci dalla stagione peggiore della loro storia) potevano ambire a un posto nelle finali. Le speranze sudafricane per riportare il trofeo nel continente nero si basavano soprattutto sugli Sharks, campioni di conference e semifinalisti dell'anno prima, e sugli Stormers, questi ultimi pronti a ritornare a dominare a livello nazionale e a provare a dettare legge anche al di là dei confini sudafricani, con minori chance attribuite anche a Lions e Bulls.
Mentre i Cheetahs furono distaccati già nelle prime settimane da tutte le altre concorrenti, i pronostici furono, durante le prime giornate, rispettati, con Durban e Città del Capo a contendersi la prima piazza insieme alla sorpresa Pretoria, capaci di superare gli Stormers al secondo posto al settimo turno e di portarsi in testa a pari merito con gli Sharks l'ultimo week-end di marzo.
I Lions, dopo un avvio stentato, con tre sconfitte nelle prime tre partite, tra cui gli scontri diretti contro Squali e Tempeste, si ripresero insidiando le posizioni di testa. All'ottava giornata, con la vittoria della sola franchigia di Johannesburg le quattro squadre erano racchiuse in soli 2 punti. Nelle settimane successive, mentre era chiaro che i Cheetahs avrebbero chiuso all'ultimo posto un'annata nata male, gli Sharks entrarono in una spirale negativa di 6 sconfitte consecutive, estromettendosi dalla corsa e facendosi superare da tutte le rivali. Di questa situazione e della sconfitta dei Leoni nello scontro diretto di Pretoria approfittarono i Bulls, capolista solitaria per 3 giornate e, a cinque partite dal termine, seria candidata a un posto direttamente in semifinale in post-season, mentre gli Stormers avanzarono al secondo posto a poche lunghezze di distanza. I Tori di Pretoria però racimolarono 5 sconfitte su 5 partite giocate, conquistando in totale solo 4 punti in un tour da incubo tra Australia e Nuova Zelanda e con una sconfitta contro i Cheetahs ormai senza più obiettivi, scivolando fuori dal discorso post-season. Lions e Stormers vinsero le partite successive, giocandosi un posto alle finali nello scontro diretto di Città del Capo alla penultima giornata: in caso di vittoria i Lions avrebbero scalzato i rivali al primo posto, dovendo però sperare in un aiuto degli Sharks la settimana successiva in quanto i Lions avrebbero riposato. La partita finì in parità, 19-19, e così i Lions furono eliminati, mentre gli Stormers si laurearono campioni sudafricani e accedettero alle finali.

### Fase a eliminazione diretta
Con 'Canes e 'Tahs già in semifinale il round preliminare vide le due sfide Stormers-Brumbies e Highlanders-Chiefs. Le finali dell'edizione 2015 si aprirono a Dunedin, dove i padroni di casa grazie a due mete di Naholo e al piede di Sopoaga ebbero la meglio sui Chiefs, quindi a Città del Capo arrivò l'eliminazione dell'unica sudafricana in corsa in una partita vinta per 39-19 dove i Brumbies misero a reperto 6 mete, con un hat-trick di Tomane, contro l'unica meta della franchigia di casa.
Le due semifinali con derby Australia-Nuova Zelanda videro prevalere entrambe le franchigie kiwi, in due match senza storia. Al Westpac Stadium i Brumbies furono asfaltati con 20 punti di scarto senza riuscire a segnare nemmeno una meta, mentre a Sydney i Waratahs furono eliminati con un 17-35 senza alibi.
La prima finale tutta neozelandese dal 2006 vide per la prima volta nella storia del torneo la vittoria della squadra ospite e la prima vittoria del torneo di una franchigia non vincitrice di conference e che abbia giocato il round preliminare. Gli ospiti furono avanti per tutta la partita, e gli sbagli al piede di Barrett (8 punti mancati tra trasformazioni e punizioni) portarono al primo storico titolo della storia della franchigia dell'estremo Sud della Nuova Zelanda, con un punteggio finale di 14-21.

## Risultati
|           | 1ª giornata        |       |
| --------- | ------------------ | ----- |
| 13-2-2015 | Crusaders — Rebels | 10—20 |
| 13-2-2015 | Brumbies — Reds    | 47—3  |
| 13-2-2015 | Lions — Hurricanes | 8—22  |
| 14-2-2015 | Blues — Chiefs     | 18—23 |
| 14-2-2015 | Sharks — Cheetahs  | 29—35 |
| 14-2-2015 | Bulls — Stormers   | 17—29 |
| 15-2-2015 | Waratahs — Force   | 15—25 |
| rip.      | Highlanders        |       |

|          | 4ª giornata            |       |
| -------- | ---------------------- | ----- |
| 6-3-2015 | Chiefs — Highlanders   | 17—20 |
| 6-3-2015 | Brumbies — Force       | 27—15 |
| 7-3-2015 | Blues — Lions          | 10—13 |
| 7-3-2015 | Reds — Waratahs        | 5—23  |
| 7-3-2015 | Cheetahs — Bulls       | 20—39 |
| 7-3-2015 | Stormers — Sharks      | 29—13 |
| rip.     | Crusaders, Hurricanes, |       |
|          | Rebels                 |       |

|           | 7ª giornata            |       |
| --------- | ---------------------- | ----- |
| 27-3-2015 | Hurricanes — Rebels    | 36—12 |
| 27-3-2015 | Reds — Lions           | 17—18 |
| 28-3-2015 | Chiefs — Cheetahs      | 37—27 |
| 28-3-2015 | Highlanders — Stormers | 39—21 |
| 28-3-2015 | Waratahs — Blues       | 23—11 |
| 28-3-2015 | Sharks — Force         | 15—9  |
| 28-3-2015 | Bulls — Crusaders      | 31—19 |
| rip.      | Brumbies               |       |

|           | 10ª giornata          |       |
| --------- | --------------------- | ----- |
| 17-4-2015 | Crusaders — Chiefs    | 9—26  |
| 18-4-2015 | Hurricanes — Waratahs | 24—29 |
| 18-4-2015 | Highlanders — Blues   | 30—24 |
| 18-4-2015 | Brumbies — Rebels     | 8—13  |
| 18-4-2015 | Force — Stormers      | 6—13  |
| 18-4-2015 | Sharks — Bulls        | 10—17 |
| 18-4-2015 | Cheetahs — Reds       | 17—18 |
| rip.      | Lions                 |       |

|          | 13ª giornata        |       |
| -------- | ------------------- | ----- |
| 8-5-2015 | Crusaders — Reds    | 58—17 |
| 8-5-2015 | Rebels — Blues      | 42—22 |
| 9-5-2015 | Hurricanes — Sharks | 32—24 |
| 9-5-2015 | Force — Waratahs    | 18—11 |
| 9-5-2015 | Lions — Highlanders | 28—23 |
| 9-5-2015 | Stormers — Brumbies | 25—24 |
| rip.     | Bulls, Cheetahs,    |       |
|          | Chiefs              |       |

|           | 16ª giornata           |       |
| --------- | ---------------------- | ----- |
| 29-5-2015 | Crusaders — Hurricanes | 35—18 |
| 29-5-2015 | Brumbies — Bulls       | 22—16 |
| 29-5-2015 | Sharks — Rebels        | 25—21 |
| 30-5-2015 | Highlanders — Chiefs   | 36—9  |
| 30-5-2015 | Force — Reds           | 10—32 |
| 30-5-2015 | Stormers — Cheetahs    | 42—12 |
| 30-5-2015 | Lions — Waratahs       | 27—22 |
| rip.      | Blues                  |       |

|           | 2ª giornata             |       |
| --------- | ----------------------- | ----- |
| 20-2-2015 | Chiefs — Brumbies       | 19—17 |
| 20-2-2015 | Rebels — Waratahs       | 28—38 |
| 20-2-2015 | Bulls — Hurricanes      | 13—17 |
| 21-2-2015 | Highlanders — Crusaders | 20—26 |
| 21-2-2015 | Reds — Force            | 18—6  |
| 21-2-2015 | Stormers — Blues        | 27—16 |
| 21-2-2015 | Sharks — Lions          | 29—12 |
| rip.      | Cheetahs                |       |

|           | 5ª giornata            |       |
| --------- | ---------------------- | ----- |
| 13-3-2015 | Hurricanes — Blues     | 30—23 |
| 13-3-2015 | Force — Rebels         | 17—21 |
| 14-3-2015 | Crusaders — Lions      | 34—6  |
| 14-3-2015 | Highlanders — Waratahs | 26—19 |
| 14-3-2015 | Reds — Brumbies        | 0—29  |
| 14-3-2015 | Stormers — Chiefs      | 19—28 |
| 14-3-2015 | Cheetahs — Sharks      | 10—27 |
| rip.      | Bulls                  |       |

|          | 8ª giornata           |       |
| -------- | --------------------- | ----- |
| 3-4-2015 | Hurricanes — Stormers | 25—20 |
| 3-4-2015 | Rebels — Reds         | 23—15 |
| 4-4-2015 | Chiefs — Blues        | 23—16 |
| 4-4-2015 | Brumbies — Cheetahs   | 20—3  |
| 4-4-2015 | Sharks — Crusaders    | 10—52 |
| 4-4-2015 | Lions — Bulls         | 22—18 |
| rip.     | Force, Highlanders    |       |
|          | Waratahs              |       |

|           | 11ª giornata           |       |
| --------- | ---------------------- | ----- |
| 24-4-2015 | Chiefs — Force         | 35—27 |
| 24-4-2015 | Brumbies — Highlanders | 31—18 |
| 25-4-2015 | Crusaders — Blues      | 29—15 |
| 25-4-2015 | Waratahs — Rebels      | 18—16 |
| 25-4-2015 | Lions — Cheetahs       | 34—29 |
| 25-4-2015 | Stormers — Bulls       | 15—13 |
| 26-4-2015 | Reds — Hurricanes      | 19—35 |
| rip.      | Sharks                 |       |

|           | 14ª giornata           |       |
| --------- | ---------------------- | ----- |
| 15-5-2015 | Blues — Bulls          | 23—18 |
| 15-5-2015 | Reds — Rebels          | 46—29 |
| 16-5-2015 | Hurricanes — Chiefs    | 22—18 |
| 16-5-2015 | Waratahs — Sharks      | 33—18 |
| 16-5-2015 | Lions — Brumbies       | 20—30 |
| 16-5-2015 | Cheetahs — Highlanders | 24—45 |
| rip.      | Crusaders, Force       |       |
|           | Stormers               |       |

|          | 17ª giornata             |       |
| -------- | ------------------------ | ----- |
| 5-6-2015 | Hurricanes — Highlanders | 56—20 |
| 5-6-2015 | Force — Brumbies         | 20—33 |
| 6-6-2015 | Rebels — Bulls           | 21—20 |
| 6-6-2015 | Blues — Crusaders        | 11—34 |
| 6-6-2015 | Reds — Chiefs            | 3—24  |
| 6-6-2015 | Cheetahs — Waratahs      | 33—58 |
| 6-6-2015 | Stormers — Lions         | 19—19 |
| rip.     | Sharks                   |       |

|           | 3ª giornata        |       |
| --------- | ------------------ | ----- |
| 27-2-2015 | Highlanders — Reds | 20—13 |
| 27-2-2015 | Force — Hurricanes | 13—42 |
| 27-2-2015 | Cheetahs — Blues   | 25—24 |
| 28-2-2015 | Chiefs — Crusaders | 40—16 |
| 28-2-2015 | Rebels — Brumbies  | 15—20 |
| 28-2-2015 | Bulls — Sharks     | 43—35 |
| 28-2-2015 | Lions — Stormers   | 19—22 |
| rip.      | Waratahs           |       |

|           | 6ª giornata              |       |
| --------- | ------------------------ | ----- |
| 20-3-2015 | Highlanders — Hurricanes | 13—20 |
| 20-3-2015 | Rebels — Lions           | 16—20 |
| 21-3-2015 | Crusaders — Cheetahs     | 57—14 |
| 21-3-2015 | Bulls — Force            | 25—24 |
| 21-3-2015 | Sharks — Chiefs          | 12—11 |
| 22-3-2015 | Waratahs — Brumbies      | 28—13 |
| rip.      | Blues, Reds,             |       |
|           | Stormers                 |       |

|           | 9ª giornata             |       |
| --------- | ----------------------- | ----- |
| 10-4-2015 | Blues — Brumbies        | 16—14 |
| 11-4-2015 | Crusaders — Highlanders | 20—25 |
| 11-4-2015 | Waratahs — Stormers     | 18—32 |
| 11-4-2015 | Force — Cheetahs        | 15—24 |
| 11-4-2015 | Bulls — Reds            | 43—22 |
| 11-4-2015 | Lions — Sharks          | 23—21 |
| rip.      | Chiefs, Hurricanes,     |       |
|           | Rebels                  |       |

|          | 12ª giornata           |       |
| -------- | ---------------------- | ----- |
| 1-5-2015 | Highlanders — Sharks   | 48—15 |
| 1-5-2015 | Brumbies — Waratahs    | 10—13 |
| 2-5-2015 | Blues — Force          | 41—24 |
| 2-5-2015 | Hurricanes — Crusaders | 29—23 |
| 2-5-2015 | Rebels — Chiefs        | 16—15 |
| 2-5-2015 | Cheetahs — Stormers    | 25—17 |
| 2-5-2015 | Bulls — Lions          | 35—33 |
| rip.     | Reds                   |       |

|           | 15ª giornata         |       |
| --------- | -------------------- | ----- |
| 22-5-2015 | Chiefs — Bulls       | 34—20 |
| 22-5-2015 | Reds — Sharks        | 14—21 |
| 23-5-2015 | Blues — Hurricanes   | 5—29  |
| 23-5-2015 | Waratahs — Crusaders | 32—22 |
| 23-5-2015 | Force — Highlanders  | 3—23  |
| 23-5-2015 | Cheetahs — Lions     | 17—40 |
| 23-5-2015 | Stormers — Rebels    | 31—15 |
| rip.      | Brumbies             |       |

|           | 18ª giornata         |       |
| --------- | -------------------- | ----- |
| 12-6-2015 | Blues — Highlanders  | 7—44  |
| 12-6-2015 | Rebels — Force       | 11—13 |
| 13-6-2015 | Brumbies — Crusaders | 24—37 |
| 13-6-2015 | Chiefs — Hurricanes  | 13—21 |
| 13-6-2015 | Waratahs — Reds      | 31—5  |
| 13-6-2015 | Bulls — Cheetahs     | 29—42 |
| 13-6-2015 | Sharks — Stormers    | 34—12 |
| rip.      | Lions                |       |

### Classifica
| OQF                      |    | Squadra       | G  | V  | N | P  | Bye | PF  | PS  | P±   | B  | Pt |
| ------------------------ | -- | ------------- | -- | -- | - | -- | --- | --- | --- | ---- | -- | -- |
| Australian Conference    |    |               |    |    |   |    |     |     |     |      |    |    |
|                          | 2  | Waratahs      | 16 | 11 | 0 | 5  | 0   | 409 | 313 | 96   | 8  | 52 |
|                          | 6  | Brumbies      | 16 | 9  | 0 | 7  | 0   | 369 | 261 | 108  | 11 | 47 |
|                          | 10 | Rebels        | 16 | 7  | 0 | 9  | 0   | 319 | 354 | −35  | 8  | 36 |
|                          | 13 | Reds          | 16 | 4  | 0 | 12 | 0   | 247 | 434 | −187 | 6  | 22 |
|                          | 15 | Western Force | 16 | 3  | 0 | 13 | 0   | 245 | 384 | −139 | 7  | 19 |
| New Zealand Conference   |    |               |    |    |   |    |     |     |     |      |    |    |
|                          | 1  | Hurricanes    | 16 | 14 | 0 | 2  | 0   | 458 | 288 | 170  | 10 | 66 |
|                          | 4  | Highlanders   | 16 | 11 | 0 | 5  | 0   | 450 | 333 | 117  | 9  | 53 |
|                          | 5  | Chiefs        | 16 | 10 | 0 | 6  | 0   | 372 | 299 | 73   | 8  | 48 |
|                          | 7  | Crusaders     | 16 | 9  | 0 | 7  | 0   | 481 | 338 | 143  | 10 | 46 |
|                          | 14 | Blues         | 16 | 3  | 0 | 13 | 0   | 282 | 428 | −146 | 8  | 20 |
| South African Conference |    |               |    |    |   |    |     |     |     |      |    |    |
|                          | 3  | Stormers      | 16 | 10 | 1 | 5  | 0   | 373 | 323 | 50   | 3  | 45 |
|                          | 8  | Lions         | 16 | 9  | 1 | 6  | 0   | 342 | 364 | −22  | 4  | 42 |
|                          | 9  | Bulls         | 16 | 7  | 0 | 9  | 0   | 397 | 388 | 9    | 10 | 38 |
|                          | 11 | Sharks        | 16 | 7  | 0 | 9  | 0   | 338 | 401 | −63  | 6  | 34 |
|                          | 12 | Cheetahs      | 16 | 5  | 0 | 11 | 0   | 357 | 531 | −174 | 6  | 26 |

## Fase a play-off
|  | Preliminari | Preliminari    | Preliminari    |  |  | Semifinali | Semifinali     | Semifinali     |  |  | Finale        | Finale        |  |  |  |  |
|  |             |                |                |  |  |            |                |                |  |  |               |               |  |  |  |  |
|  |             | 20 giugno 2015 |                |  |  |            |                |                |  |  |               |               |  |  |  |  |
|  | 4           | Highlanders    | 24             |  |  |            |                |                |  |  |               |               |  |  |  |  |
|  | 5           | Chiefs         | 14             |  |  |            | 27 giugno 2015 | 27 giugno 2015 |  |  |               |               |  |  |  |  |
|  |             |                |                |  |  | 2          | Waratahs       | 17             |  |  |               |               |  |  |  |  |
|  |             |                |                |  |  | 4          | Highlanders    | 35             |  |  | 4 luglio 2015 | 4 luglio 2015 |  |  |  |  |
|  |             |                |                |  |  |            |                |                |  |  | Highlanders   | 21            |  |  |  |  |
|  |             |                |                |  |  |            | 27 giugno 2015 | 27 giugno 2015 |  |  | Hurricanes    | 14            |  |  |  |  |
|  |             |                |                |  |  | 1          | Hurricanes     | 29             |  |  |               |               |  |  |  |  |
|  |             | 20 giugno 2015 | 20 giugno 2015 |  |  | 6          | Brumbies       | 9              |  |  |               |               |  |  |  |  |
|  | 3           | Stormers       | 19             |  |  |            |                |                |  |  |               |               |  |  |  |  |
|  | 6           | Brumbies       | 39             |  |  |            |                |                |  |  |               |               |  |  |  |  |

### Preliminari
| Arbitro: | Chris Pollock |

|                           |      |                      |
| 23’, 42’ Naholo           | mt   | 59’ Retallick        |
| 42’ Sopoaga               | tr   |                      |
| 5’, 56’, 65’, 80’ Sopoaga | c.p. | 7’, 28’, 40’ Horrell |

| Arbitro: | Jaco Peyper |

|                               |      |                                               |
| 44’ Kolbe                     | mt   | 3’, 14’, 25’ Tomane 40’ Sio 62’ Vaea 78’ Mogg |
| 44’ Catrakilis                | tr   | 26’, 40’, 63’ Lealiʻifano                     |
| 13’, 33’, 48’, 59’ Catrakilis | c.p. | 50’ Lealiʻifano                               |

### Semifinali
| Arbitro: | Glen Jackson |

|                                                    |      |                               |
| 20’ J. Savea 27’ Perenara 42’ A. Savea 73’ Proctor | mt   |                               |
| 27’ Barrett 42’, 73’ Marshall                      | tr   |                               |
| 65’ Marshall                                       | c.p. | 40’ Mogg 49’, 56’ Lealiʻifano |

| Arbitro: | Craig Joubert |

|                          |      |                                                             |
| 10’ Horne                | mt   | 18’ A. Smith 32’ Buckman 52’ Naholo 57’ tecnica 78’ Osborne |
|                          | tr   | 32’, 57’ Sopopaga                                           |
| 22’, 30’, 36’, 50’ Foley | c.p. | 4’ Sopopaga                                                 |
|                          | drop | 74’ Sopopaga                                                |

### Finale
| Arbitro: | Jaco Peyper |

| |              | |
| 36’ Nonu | mt           | 39’ E. Dixon 46’ Naholo |
| | tr           | 39’ Sopoaga |
| 41’, 53’, 66’ Barrett | c.p.         | 4’, 28’ Sopoaga |
| | drop         | 77’ Banks |
| · Marshall · 70’ Milner-Skudder · C. Smith (c) · Nonu · J. Savea · Barrett · Perenara · 42’ Goodes · Coles · 51’ 72’ B. Franks · Thrush · Broadhurst · Shields · 51’ Gibbins · Vito | Formazioni   | · B. Smith · Naholo · Fekitoa · Buckman · Osborne · Sopoaga 70’ · A. Smith · Edmonds 64’ · Coltman 57’ · J. Hohneck 61’ · Ainley · Reddish 51’ · E. Dixon 71’ · Lentjes 40’ · Manu |
| · 40’ 72’ Eves · 51’ Thomson · 51’ Toomaga-Allen · 70’ Proctor | Sostituzioni | · Christie 40’ · Wheeler 51’ · A. Dixon 57’ · R. Geldenhuys 61’ · Lienert-Brown 64’ · Marty Banks 70’ · Evans 71’                                                                  |
| Chris Boyd | Allenatori   | Jamie Joseph |